# Торрічеллі (місячний кратер)
Кра́тер Торріче́ллі (лат. Torricelli) — великий метеоритний кратер у Затоці Суворості на видимому боці Місяця. Назву присвоєно на честь італійського математика і фізика Еванджеліста Торрічеллі (1608—1647) й затверджено Міжнародним астрономічним союзом у 1935 році.

## Опис кратера

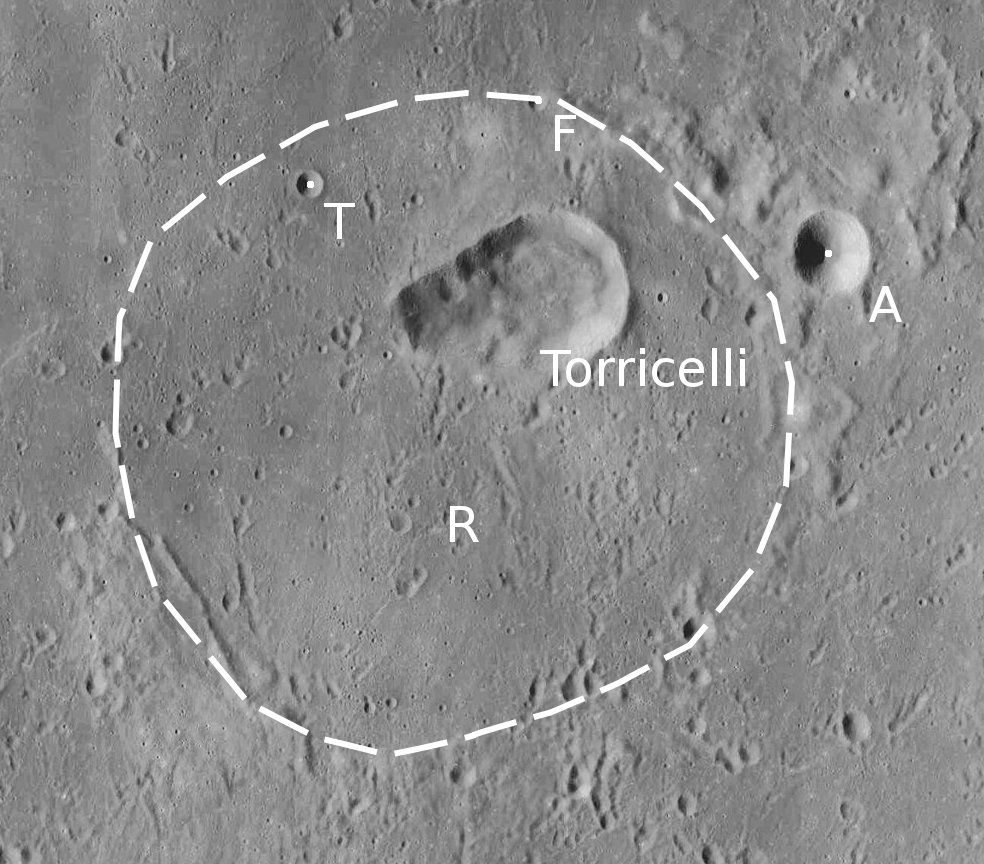
Околиці кратера Торрічеллі (крайній ліворуч). Світлина зонда Lunar Reconnaissance Orbiter. Пунктирною лінією відзначена межа сателітного кратера Торрічеллі R.

Найближчими сусідами кратера Торрічеллі є кратер Іпатія на заході, кратер Мольтке на північному заході, кратер Цензорін на північному сході, кратер Ізидор на південному сході, а також кратери Теофіл і Медлер на півдні. На південному сході від кратера розташовується Море Нектару. Селенографічні координати центру кратера 4°43′ пд. ш. 28°24′ сх. д. / 4.72° пд. ш. 28.4° сх. д., діаметр 30,9 км, глибина 2500 м.
Кратер Торрічеллі утворився злиттям двох кратерів та має грушоподібну форму. Вал дещо згладжений, але зберіг достатньо чіткі обриси. Внутрішній схил валу гладкий. Дно чаші пересічене, без помітних структур. Кратер внесено до списку кратерів з яскравою системою променів Асоціації місячної і планетарної астрономії (ALPO) й належить до числа кратерів, у яких зафіксовані температурні аномалії під час затемнень. Пояснюється це тим, що такі кратери мають невеликий вік і їхні скелі не встигли покритись реголітом, який має термоізоляційний вплив.

## Сателітні кратери
| Торрічеллі | Координати                                              | Діаметр, км |
| ---------- | ------------------------------------------------------- | ----------- |
| A          | 4°32′ пд. ш. 29°47′ сх. д. / 4.54° пд. ш. 29.78° сх. д. | 10,5        |
| B          | 2°38′ пд. ш. 29°10′ сх. д. / 2.63° пд. ш. 29.17° сх. д. | 6,8         |
| C          | 2°43′ пд. ш. 26°01′ сх. д. / 2.71° пд. ш. 26.01° сх. д. | 10,4        |
| F          | 4°13′ пд. ш. 29°22′ сх. д. / 4.22° пд. ш. 29.37° сх. д. | 7,4         |
| H          | 3°21′ пд. ш. 25°19′ сх. д. / 3.35° пд. ш. 25.31° сх. д. | 7,2         |
| J          | 3°38′ пд. ш. 25°05′ сх. д. / 3.64° пд. ш. 25.09° сх. д. | 5,3         |
| K          | 4°02′ пд. ш. 25°13′ сх. д. / 4.04° пд. ш. 25.22° сх. д. | 5,7         |
| L          | 3°28′ пд. ш. 24°16′ сх. д. / 3.47° пд. ш. 24.27° сх. д. | 4,0         |
| M          | 3°37′ пд. ш. 31°16′ сх. д. / 3.62° пд. ш. 31.27° сх. д. | 12,1        |
| N          | 6°07′ пд. ш. 29°12′ сх. д. / 6.11° пд. ш. 29.2° сх. д.  | 4,0         |
| P          | 6°30′ пд. ш. 29°53′ сх. д. / 6.5° пд. ш. 29.89° сх. д.  | 3,7         |
| R          | 5°14′ пд. ш. 28°08′ сх. д. / 5.24° пд. ш. 28.14° сх. д. | 87,6        |
| T          | 4°16′ пд. ш. 27°31′ сх. д. / 4.26° пд. ш. 27.51° сх. д. | 3,6         |

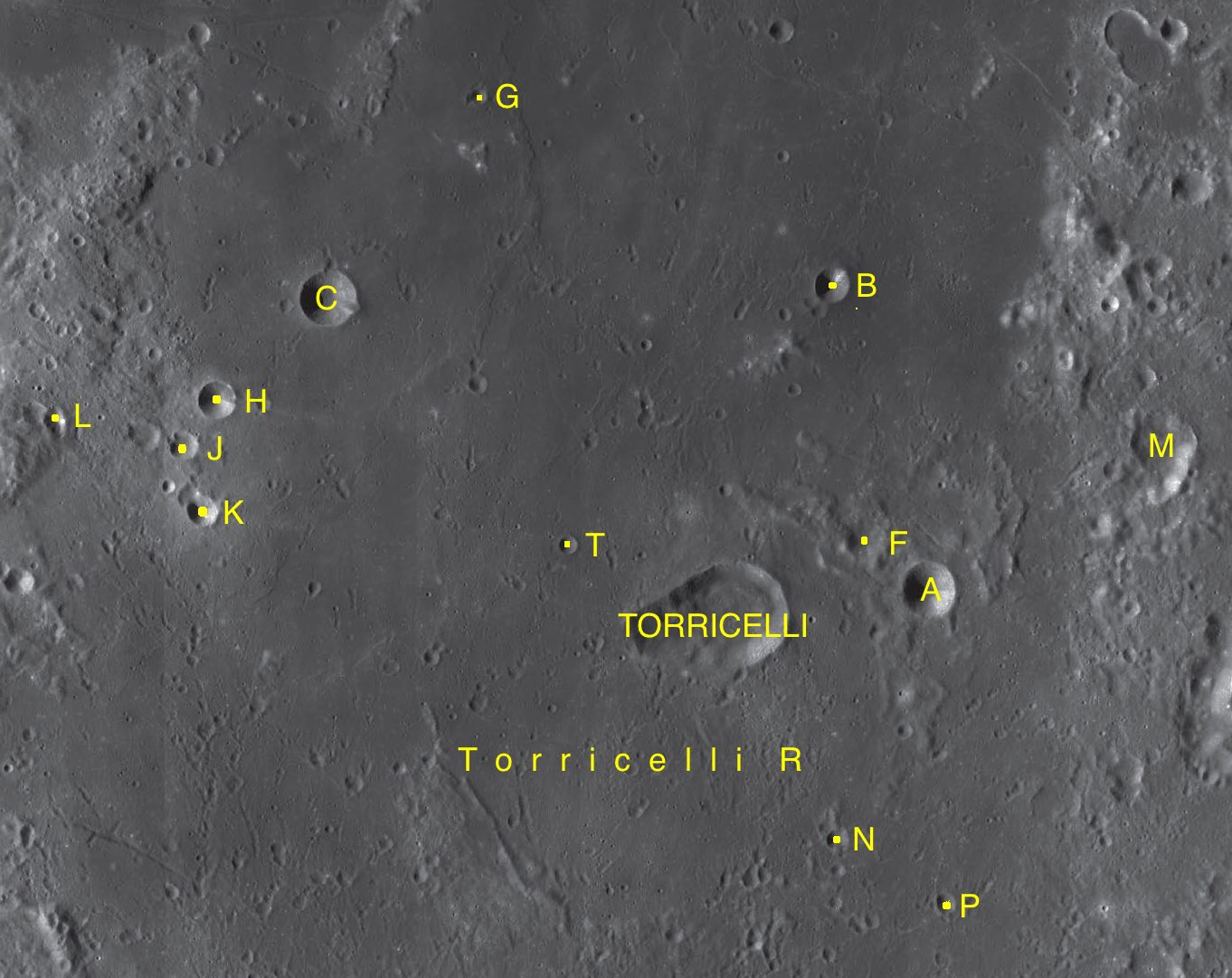
Фрагменти мап LAC-78, LAC-79

Утворення сателітного кратера Торрічеллі R відбулось у нектарському періоді.
Сателітні кратери Торрічеллі B, C, H, K і L внесені Асоціацією місячної і планетарної астрономії (ALPO) до списку кратерів з яскравою системою променів  і до списку кратерів з темними радіальними смугами на внутрішньому схилі.
Сателітні кратери Торрічеллі B, C належать до числа кратерів, у яких зареєстровані температурні аномалії під час затемнень.
Під час повні помітний синювато-сірий ореол порід навколо сателітного кратера Торрічеллі B, є контрастним відносно ледь жовтуватого відтінку кратера Торрічеллі.